# Cauchyscher Integralsatz
Der cauchysche Integralsatz (nach Augustin Louis Cauchy) ist einer der wichtigsten Sätze der Funktionentheorie. Er handelt von Kurvenintegralen für holomorphe (auf einer offenen Menge komplex-differenzierbare) Funktionen. Im Kern besagt er, dass zwei dieselben Punkte verbindende Wege das gleiche Wegintegral besitzen, falls die Funktion überall zwischen den zwei Wegen holomorph ist. Der Satz gewinnt seine Bedeutung unter anderem daraus, dass man ihn zum Beweis der cauchyschen Integralformel und des Residuensatzes benutzt.
Die erste Formulierung des Satzes stammt von 1814, als Cauchy ihn für rechteckige Gebiete bewies. Dies verallgemeinerte er in den nächsten Jahren, allerdings setzte er dabei den jordanschen Kurvensatz als selbstverständlich voraus. Moderne Beweise kommen durch das Lemma von Goursat ohne diese tiefgreifende Aussage aus der Topologie aus.

## Der Satz
Der Integralsatz wurde in zahlreichen Versionen formuliert.

### Cauchyscher Integralsatz für Elementargebiete
Sei {\displaystyle D\subseteq \mathbb {C} } ein Elementargebiet, also ein Gebiet, auf dem jede holomorphe Funktion {\displaystyle f\colon D\to \mathbb {C} } eine Stammfunktion besitzt. Sterngebiete sind beispielsweise Elementargebiete. Der Cauchysche Integralsatz besagt nun, dass
{\displaystyle \oint \limits _{\gamma }f(z)\,\mathrm {d} z=0}
für jede geschlossene Kurve {\displaystyle \gamma \colon [a,b]\to D} (wobei {\displaystyle a,b\in \mathbb {R} } und {\displaystyle a<b}). Für das Integralzeichen mit Kreis siehe Notation für Kurvenintegrale von geschlossenen Kurven.
Ist {\displaystyle D} kein Elementargebiet, so ist die Aussage falsch. Zum Beispiel ist {\displaystyle f\colon z\mapsto {\tfrac {1}{z}}} auf dem Gebiet {\displaystyle \mathbb {C} \setminus \{0\}} holomorph, dennoch verschwindet {\displaystyle \textstyle \oint _{\gamma }f(z)\,dz} nicht über jede geschlossene Kurve. Beispielsweise gilt
{\displaystyle \;\oint \limits _{\partial U_{r}(0)}{\frac {1}{z}}\,\mathrm {d} z=2\pi \mathrm {i} \neq 0}
für die einfach durchlaufene Randkurve einer Kreisscheibe um {\displaystyle 0} mit positivem Radius {\displaystyle r}.

### Cauchyscher Integralsatz (Homotopie-Version)
Ist {\displaystyle D\subseteq \mathbb {C} } offen und sind {\displaystyle \alpha ,\beta \colon [0,1]\to D} zwei zueinander homotope Kurven in {\displaystyle D}, dann ist
{\displaystyle \int \limits _{\alpha }f(z)\,dz=\int \limits _{\beta }f(z)\,dz}
für jede holomorphe Funktion {\displaystyle f\colon D\to \mathbb {C} }.
Ist {\displaystyle D} ein einfach zusammenhängendes Gebiet, dann verschwindet das Integral nach der Homotopie-Version für jede geschlossene Kurve, d. h. {\displaystyle D} ist ein Elementargebiet.
Bei erneuter Betrachtung des obigen Beispiels bemerkt man, dass {\displaystyle \mathbb {C} \setminus \{0\}} nicht einfach zusammenhängend ist.

### Cauchyscher Integralsatz (Homologie-Version)
Ist {\displaystyle D\subseteq \mathbb {C} } ein Gebiet und {\displaystyle \Gamma } ein Zyklus in {\displaystyle D}, dann verschwindet
{\displaystyle \int \limits _{\Gamma }f(z)\,dz}
genau dann für jede holomorphe Funktion {\displaystyle f\colon D\to \mathbb {C} }, wenn {\displaystyle \Gamma } nullhomolog in {\displaystyle D} ist.

## Isolierte Singularitäten

### Windungszahl des Integrationsweges
Es sei {\displaystyle D\subseteq \mathbb {C} } ein Gebiet, {\displaystyle a\in D} ein innerer Punkt und {\displaystyle f\colon D\setminus \{a\}\to \mathbb {C} } holomorph. Sei {\displaystyle U:=U_{r}(a)\setminus \{a\}\subset D} eine punktierte Umgebung, auf der {\displaystyle f} holomorph ist. Sei ferner {\displaystyle \gamma } eine vollständig in {\displaystyle D} verlaufende geschlossene Kurve, die {\displaystyle a} genau einmal positiv orientiert umläuft, d. h. für die Umlaufzahl gilt {\displaystyle \operatorname {ind} _{\gamma }(a)=1} (insbesondere liegt {\displaystyle a} nicht auf {\displaystyle \gamma }). Mit dem Integralsatz gilt nun
{\displaystyle \oint \limits _{\gamma }f(z)\,dz=\oint \limits _{\partial U}f(z)\,dz.}
Durch Verallgemeinerung auf beliebige Umlaufzahlen von {\displaystyle \gamma } erhält man
{\displaystyle \oint \limits _{\gamma }f(z)\,dz=\operatorname {ind} _{\gamma }(a)\oint \limits _{\partial U}f(z)\,dz.}
Mithilfe der Definition des Residuums ergibt sich sogar
{\displaystyle {\frac {1}{2\pi \mathrm {i} }}\oint _{\gamma }f(z)\,dz=\operatorname {ind} _{\gamma }(a)\operatorname {Res} _{a}f(z).}
Der Residuensatz ist eine Verallgemeinerung dieser Vorgehensweise auf mehrere isolierte Singularitäten und auf Zyklen.

### Beispiel
Es wird im Folgenden das Integral {\displaystyle \;\oint \limits _{\partial U(a)}{\frac {1}{(z-a)^{n}}}\mathrm {d} z} mit {\displaystyle n\in \mathbb {Z} } bestimmt. Wähle als Integrationsweg {\displaystyle \partial U(a)=\partial U_{r}(a)} einen Kreis mit Radius {\displaystyle r} um {\displaystyle a}, also
{\displaystyle z=\gamma (t)=a+re^{2\pi \mathrm {i} t}\quad \Rightarrow \quad \mathrm {d} z={\frac {\partial \gamma }{\partial t}}\mathrm {d} t=2\pi ire^{2\pi \mathrm {i} t}\mathrm {d} t}
Daraus folgt:
{\displaystyle {\begin{aligned}\;\oint \limits _{\partial U_{r}(a)}{\frac {1}{(z-a)^{n}}}\mathrm {d} z&=\int \limits _{0}^{1}{\frac {2\pi \mathrm {i} re^{2\pi \mathrm {i} t}}{r^{n}e^{2\pi n\mathrm {i} t}}}\mathrm {d} t=2\pi \mathrm {i} r^{1-n}\int \limits _{0}^{1}e^{2\pi \mathrm {i} t(1-n)}\mathrm {d} t={\begin{cases}2\pi \mathrm {i} [t]_{0}^{1}&{\mbox{für}}\ n=1\\{\frac {r^{1-n}}{1-n}}[e^{2\pi \mathrm {i} t(1-n)}]_{0}^{1}&{\mbox{für}}\ n\neq 1\end{cases}}\\&={\begin{cases}2\pi \mathrm {i} &{\mbox{für}}\ n=1\\0&{\mbox{für}}\ n\neq 1\end{cases}}=2\pi \mathrm {i} \delta _{n,1}\end{aligned}}}
Da man jede Funktion {\displaystyle f(z)}, die auf einem Kreisring um {\displaystyle a} holomorph ist, in eine Laurent-Reihe entwickeln kann, {\displaystyle f(z)=\sum _{n=-\infty }^{\infty }c_{n}(z-a)^{n}}, ergibt sich bei der Integration um {\displaystyle a}:
{\displaystyle \;\oint \limits _{\partial U(a)}f(z)\mathrm {d} z=\oint \limits _{\partial U(a)}\sum _{n=-\infty }^{\infty }c_{n}(z-a)^{n}\mathrm {d} z=\sum _{n=-\infty }^{\infty }c_{n}\oint \limits _{\partial U(a)}(z-a)^{n}\mathrm {d} z}
Nun lässt sich obiges Ergebnis anwenden: {\displaystyle \;\oint \limits _{\partial U_{r}(a)}(z-a)^{n}\mathrm {d} z=2\pi \mathrm {i} \delta _{n,-1}}
{\displaystyle \;\oint \limits _{\partial U(a)}f(z)\mathrm {d} z=\sum _{n=-\infty }^{\infty }c_{n}2\pi \mathrm {i} \delta _{n,-1}=2\pi \mathrm {i} \,c_{-1}=2\pi \mathrm {i} \,{\text{Res}}_{a}(f)},
wobei der Entwicklungskoeffizient {\displaystyle c_{-1}} Residuum genannt wird.

## Herleitung
Folgende Herleitung, die allerdings die stetige komplexe Differenzierbarkeit voraussetzt,
führt das komplexe Integral auf reelle zweidimensionale Integrale zurück.
Sei {\displaystyle z=x+iy\in \mathbb {C} } mit {\displaystyle x,y\in \mathbb {R} } und {\displaystyle f(z)=f(x,y)=u(x,y)+iv(x,y)\in \mathbb {C} } mit {\displaystyle u,v\in \mathbb {R} }. Dann gilt für das Integral entlang der Kurve {\displaystyle \gamma (z)} in der komplexen Ebene, bzw. für das äquivalente Linienintegral entlang der Kurve
{\displaystyle C(x,y)={\begin{pmatrix}\Re (\gamma (z))\\\Im (\gamma (z))\end{pmatrix}}={\begin{pmatrix}\Re (\gamma (x,y))\\\Im (\gamma (x,y))\end{pmatrix}}}
in der reellen Ebene {\displaystyle \mathbb {R} ^{2}}
{\displaystyle {\begin{aligned}{\underset {\gamma \subset \mathbb {C} }{\int }}f(z)\,dz&={\underset {C\subset \mathbb {R} ^{2}}{\int }}f(x,y)\,(dx+idy)={\underset {C\subset \mathbb {R} ^{2}}{\int }}{\begin{pmatrix}f(x,y)\\if(x,y)\end{pmatrix}}\cdot {\begin{pmatrix}dx\\dy\end{pmatrix}}\\&={\underset {C\subset \mathbb {R} ^{2}}{\int }}{\begin{pmatrix}u(x,y)\\-v(x,y)\end{pmatrix}}\cdot {\begin{pmatrix}dx\\dy\end{pmatrix}}+i{\underset {C\subset \mathbb {R} ^{2}}{\int }}{\begin{pmatrix}v(x,y)\\u(x,y)\end{pmatrix}}\cdot {\begin{pmatrix}dx\\dy\end{pmatrix}}\end{aligned}}}
Damit wurde das komplexe Kurvenintegral durch zwei reelle Kurvenintegrale ausgedrückt.
Für eine geschlossene Kurve {\displaystyle C=\partial S}, die ein einfach zusammenhängendes Gebiet S berandet, lässt sich der Integralsatz von Gauß (hier wird die Stetigkeit der partiellen Ableitungen verwendet) anwenden
{\displaystyle {\begin{aligned}{\underset {\gamma \subset \mathbb {C} }{\oint }}f(z)\,dz&={\underset {S\subset \mathbb {R} ^{2}}{\int }}{\begin{pmatrix}\partial _{x}\\\partial _{y}\end{pmatrix}}\cdot {\begin{pmatrix}u\\-v\end{pmatrix}}dxdy+i{\underset {S\subset \mathbb {R} ^{2}}{\int }}{\begin{pmatrix}\partial _{x}\\\partial _{y}\end{pmatrix}}\cdot {\begin{pmatrix}v\\u\end{pmatrix}}dxdy\\&={\underset {S\subset \mathbb {R} ^{2}}{\int }}\left\{\partial _{x}u-\partial _{y}v\right\}dxdy+i{\underset {S\subset \mathbb {R} ^{2}}{\int }}\left\{\partial _{x}v+\partial _{y}u\right\}dxdy\end{aligned}}}
bzw. alternativ der Satz von Stokes
{\displaystyle {\begin{aligned}{\underset {\gamma \subset \mathbb {C} }{\oint }}f(z)\,dz&={\underset {S\subset \mathbb {R} ^{2}}{\int }}\left[{\begin{pmatrix}\partial _{x}\\\partial _{y}\\0\end{pmatrix}}\times {\begin{pmatrix}u\\-v\\0\end{pmatrix}}\right]_{3}dxdy+i{\underset {S\subset \mathbb {R} ^{2}}{\int }}\left[{\begin{pmatrix}\partial _{x}\\\partial _{y}\\0\end{pmatrix}}\times {\begin{pmatrix}v\\u\\0\end{pmatrix}}\right]_{3}dxdy\\&={\underset {S\subset \mathbb {R} ^{2}}{\int }}\left\{-\partial _{x}v-\partial _{y}u\right\}dxdy+i{\underset {S\subset \mathbb {R} ^{2}}{\int }}\left\{\partial _{x}u-\partial _{y}v\right\}dxdy\end{aligned}}}
Ist die Funktion {\displaystyle f(z)} in S komplex differenzierbar, müssen dort die Cauchy-Riemannschen Differentialgleichungen
{\displaystyle \partial _{x}u=\partial _{y}v}   und   {\displaystyle \partial _{x}v=-\partial _{y}u}
gelten, sodass die obigen Integranden (egal ob in der Gauß- oder Stokes-Version) verschwinden:
{\displaystyle {\underset {\gamma }{\oint }}f(z)\,dz=0}
Somit ist der cauchysche Integralsatz für holomorphe Funktionen auf einfach zusammenhängenden Gebieten bewiesen.

### Cauchyscher Integralsatz mit Wirtinger-Kalkül und Satz von Stokes
Der cauchysche Integralsatz ergibt sich als leichte Folgerung aus dem Satz von Stokes, wenn man den Wirtinger-Kalkül zum Einsatz bringt. Dabei wird zum Beweis des Integralsatzes die Berechnung des  Kurvenintegrals verstanden als Integration der komplexwertigen Differentialform
{\displaystyle \omega =f(z)dz}
über die geschlossene Kurve {\displaystyle C}, die das einfach zusammenhängende und von {\displaystyle C=\partial S} berandete Gebiet {\displaystyle S} umläuft.
Der Wirtinger-Kalkül besagt nun, dass das Differential {\displaystyle df} die Darstellung
{\displaystyle df={\frac {\partial f}{\partial z}}dz+{\frac {\partial f}{\partial {\bar {z}}}}{d{\bar {z}}}}
hat, woraus unmittelbar
{\displaystyle d{\omega }=df\wedge dz={{\frac {\partial f}{\partial z}}dz}\wedge dz+{{\frac {\partial f}{\partial {\bar {z}}}}{d{\bar {z}}}}\wedge dz}
folgt.
Nun ist zunächst grundsätzlich
{\displaystyle dz\wedge dz=0}
Weiterhin bedeutet die vorausgesetzte Holomorphiebedingung für {\displaystyle f} nach dem Wirtinger-Kalkül nichts weiter als
{\displaystyle {\frac {\partial f}{\partial {\bar {z}}}}=0}  ,
was unmittelbar
{\displaystyle {{\frac {\partial f}{\partial {\bar {z}}}}{d{\bar {z}}}}\wedge dz=0}
nach sich zieht.
Insgesamt ergibt sich also:
{\displaystyle d{\omega }=0}
und damit schließlich mittels Satz von Stokes:
{\displaystyle \int \limits _{C}f(z)dz=\int \limits _{\partial S}\omega =\int \limits _{S}\mathrm {d} \omega =\int \limits _{S}\mathrm {0} =0}

#### Anmerkung
Es lässt sich mit Hilfe des Integrallemmas von Goursat zeigen, dass sich aus der komplexen Differenzierbarkeit allein – also ohne die zusätzliche Annahme der Stetigkeit der Ableitungen! – bereits der cauchysche Integralsatz und dann auch die Existenz aller höheren Ableitungen ergibt. Dieser Zugang zum cauchyschen Integralsatz umgeht den Satz von Stokes und ist unter didaktischen Gesichtspunkten vorzuziehen.

## Folgerungen
Der Cauchysche Integralsatz ermöglicht unmittelbar Beweise des Fundamentalsatzes der Algebra, welcher besagt, dass jedes komplexe Polynom über {\displaystyle \mathbb {C} } in Linearfaktoren zerfällt, d. h., dass der Körper der komplexen Zahlen algebraisch abgeschlossen ist.